# Amnirana asperrima
Amnirana asperrima là một loài ếch thuộc họ Ranidae.
Loài này có ở Cameroon và Nigeria.
Môi trường sống tự nhiên của chúng là subtropical hoặc tropical moist lowland forests, vùng núi ẩm nhiệt đới hoặc cận nhiệt đới, và sông ngòi.
Chúng hiện đang bị đe dọa vì mất môi trường sống.

## Hình ảnh

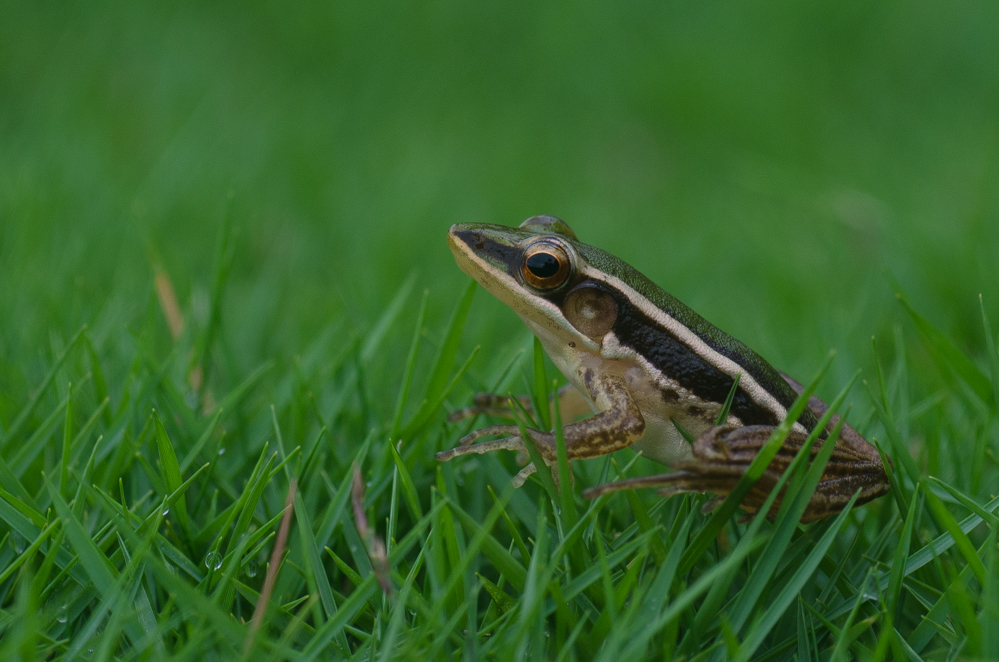